# 黄晓武
黄晓武（1965年2月—），男，汉族，安徽怀宁人，1986年6月加入中国共产党，中华人民共和国地方政治人物。

## 生平
1987年7月通过高等教育自学考试取得安徽师范大学汉语言文学专业大专学历，1994年8月至1996年12月参加中央党校函授学院本科班经济管理专业学习，1999年9月至2002年7月参加中央党校函授学院党员领导干部在职研究生班经济管理专业学习，2010年9月至2013年3月参加中国科学技术大学EMBA班学习获工商管理硕士学位。
1983年7月参加工作，历任怀宁县腊树中心小学教师，怀宁县教委科员，怀宁县委组织部干部科干事、副科长、科长，共青团怀宁县委书记，怀宁县政府副县长、党组成员。2001年9月，任共青团安庆市委书记、安庆市青年联合会主席。2003年8月起，先后任望江县委副书记、代县长，望江县委副书记、县长。2006年5月，任望江县委书记；同年7月，兼任望江县人大常委会主任。
2008年12月，调任安徽省政府副秘书长、办公厅党组成员。2013年3月，转任淮北市委副书记，市政府代市长、党组书记；同年4月，去代转正任淮北市委副书记，市政府市长、党组书记。2016年8月，任淮北市委书记；同年9月，兼任淮北市人大常委会主任。2017年6月，当选中共十九大代表。2020年12月，调任蚌埠市委书记。2022年6月，当选中共二十大代表。